# Sammy McCallum
Sammy McCallum (1902. június 2. – ?) világbajnok kanadai jégkorongozó.
1921-ben junior játékosként a Winnipeg Junior Falconsszal mindent megnyert, amit akkoriban Kanadában lehetett: Memorial-kupa, Abbott-kupa és Turnbull-kupa.
1928-ban Allan-kupa győztes lett a University of Manitoba Bisons csapattal.
A University of Manitoba Grads egyetemi csapattal vett részt az 1931-es jégkorong-világbajnokságon. Akkoriban Kanadát klubcsapatok képviselték világeseményeken, mint nemzeti válogatott. A világbajnokságon aranyérmesek lettek fölényes játékkal. Egyedül a svéd csapattal játszottak 0–0-s döntetlent, ami akkor csodaszámba ment. Mind a 6 mérkőzésen játszott és 2 gólt ütött. Támadó volt.
Tagja a Manitoba Hockey Hall of Fame-nek és a Manitoba Sports Hall of Fame-nek.